# Троицкий (Бурятия)
Тро́ицкий — посёлок в Баунтовском эвенкийском районе Бурятии. Входит в сельское поселение «Багдаринское».

## География
Расположен в 48 км к северо-западу от районного центра, села Багдарин, на правом берегу речки Сиво (левый приток Чины, бассейн Витима).

## Население
| 2002 | 2010 |
| ---- | ---- |
| 20   | ↘13  |

## История
В 1860 году на речке Сиво открылся прииск Троицкий. В новейшее время в связи с отработкой золотоносных площадей прииск закрыт.